# Ringwoodite
La ringwoodite (simbolo IMA: Rwd) è la modificazione ad alta pressione dell'olivina ed è un minerale che si trova raramente sulla superficie terrestre appartenente alla classe dei minerali dei "silicati e germanati". Appartiene al supergruppo dello spinello e in particolare degli ossispinelli, nella cui famiglia occupa un posto nel sottogruppo dell'ulvöspinello e possiede la composizione chimica idealizzata Mg2(SiO4), che può essere scritta anche come SiMg2O4 (standardizzata per gli spinelli) cioè è un silicato di magnesio.
Strutturalmente, la ringwoodite appartiene ai nesosilicati.
A causa della formazione di cristalli misti tra i minerali del gruppo dell'olivina, la formula per la ringwoodite è spesso data come formula mista con (Mg,Fe)2[SiO4]. In natura predominano i cristalli misti ricchi di magnesio; la γ-Fe2(SiO4) è stato rilevato solo di recente in campioni naturali e dal 2013 è chiamata ahrensite.

## Etimologia e storia
La ringwoodite è stata scoperta nel 1969 in campioni minerali del "meteorite di Tenham", caduto nel 1879 vicino a South Gregory nello stato australiano del Queensland. L'analisi e la descrizione iniziale furono effettuate da R.A. Binns, R.J. Davis e S.J.B. Reed, che chiamò il minerale in onore del geofisico sperimentale e geochimico australiano Alfred Edward Ringwood (1930-1993), noto geochimico e professore di geologia presso l'"Australian National University di Canberra", che predisse il minerale sulla base di studi di laboratorio.
I tre studiosi inviarono i risultati dei loro saggi nel 1968 per la revisione all'Associazione Mineralogica Internazionale (IMA) col numero di iscrizione 1968-036, che riconobbe la ringwoodite come una specie minerale distinta. L'anno successivo, la prima descrizione è stata pubblicata sulla rivista Nature.

## Classificazione
Nella Sistematica dei lapis (Lapis-Systematik) di Stefan Weiß al minerale è stato assegnato il sistema nº VIII/A.06; in questa sistematica ciò corrisponde alla classe dei "silicati" e quindi alla divisione dei "nesosilicati con gruppi [SiO4]", dove la ringwoodite viene elencata insieme ad ahrensite e wadsleyite.
La nona edizione della sistematica minerale di Strunz, che è stata aggiornata l'ultima volta dall'IMA nel 2009, classifica la ringwoodite nella classe "9. Silicati (germanati)" e da lì nella sottoclasse "9.A Nesosilicati"; questa viene ulteriormente suddivisa in base alla struttura del minerale, in modo da trovare la ringwoodite nella sezione "9.AC Nesosilicati senza anioni aggiuntivi; cationi in coordinazione ottaedrica [6]" dove forma il sistema nº 9.AC.15 insieme a brunogeierite.
Tale classificazione viene mantenuta invariata anche nell'edizione successiva, proseguita dal database "mindat.org" e chiamata Classificazione Strunz-mindat.
Nella sistematica dei minerali secondo Dana, che viene utilizzata principalmente nel mondo di lingua inglese, la ringwoodite si trova nella classe dei "silicati" e quindi nella sottoclasse dei "minerali nesosilicati". Qui è l'unico membro del gruppo senza nome 51.03.03 all'interno della suddivisione dei "nesosilicati: gruppi SiO4 con tutti i cationi solo in coordinazione ottaedrica [6]".

## Abito cristallino
La ringwoodite cristallizza nel sistema cubico nel gruppo spaziale Fd3m (gruppo nº 227) con il parametro reticolare a = 8,11 Å (in forma sintetica, chimicamente pura 8,17 Å) e 8 unità di formula per cella unitaria.

## Modificazioni e varietà
Il composto Mg2(SiO4) è polimorfica e, oltre alla ringwoodite cubica, si trova in natura anche come forsterite (che cristallizza nel sistema ortorombico), come wadsleyite, anch'essa ortorombica, ma che cristallizza in un diverso gruppo spaziale e come poirierite, anch'essa ortorombica.

## Origine e giacitura
Come modifica ad alta pressione della forsterite, la ringwoodite è stabile nel mantello terrestre da una profondità di circa 520 km. Nelle meteoriti rocciose (condriti), invece, il minerale si forma per metamorfismo da impatto (metamorfismo ad onda d'urto) quando il materiale è fortemente compresso durante l'impatto ed esposto ad alte pressioni e temperature. La presenza di ringwoodite è uno dei numerosi indicatori del livello di shock S6 secondo la scala Stöffler-Keil-Scott. In caso di urti ancora più forti, il meteorite è in gran parte fuso e si forma una fusione da impatto, dopo la quale non è possibile rilevare fasi di alta pressione.
Nel meteorite di "Tenham", la ringwoodite è stata trovata in piccole vene che tagliano la massa del suolo del meteorite, che si sono formate per "brecciazione" durante l'impatto del meteorite. I minerali di accompagnamento sono majorite, akimotoite e bridgmanite, anch'essi scoperti per la prima volta nel meteorite di "Tenham". Anche la condrite "Coorara", che cadde in Australia nel 1966 vicino a Rawlinna nell'Australia Occidentale, conteneva ringwoodite e majorite.
Altri siti noti in cui sono caduti meteoriti con ringwoodite includono le Grove Mountains sugli altopiani americani in Antartide, la Pampa del Infierno nel dipartimento di Almirante Brown (Argentina), Sui e Gaogang in Cina, il fiume Peace e Catherwood (provincia di Saskatchewan) in Canada, nel distretto di al-Jabal al-Gharbi in Libia, nel governatorato del Dhofar in Oman così come diverse contee nel Nuovo Mexico e Umbarger nella contea di Randall, in Texas (Stati Uniti).
In Cina, la ringwoodite è stata trovata in una miniera di basalto nel distretto di Wanquan (nello Hebei).

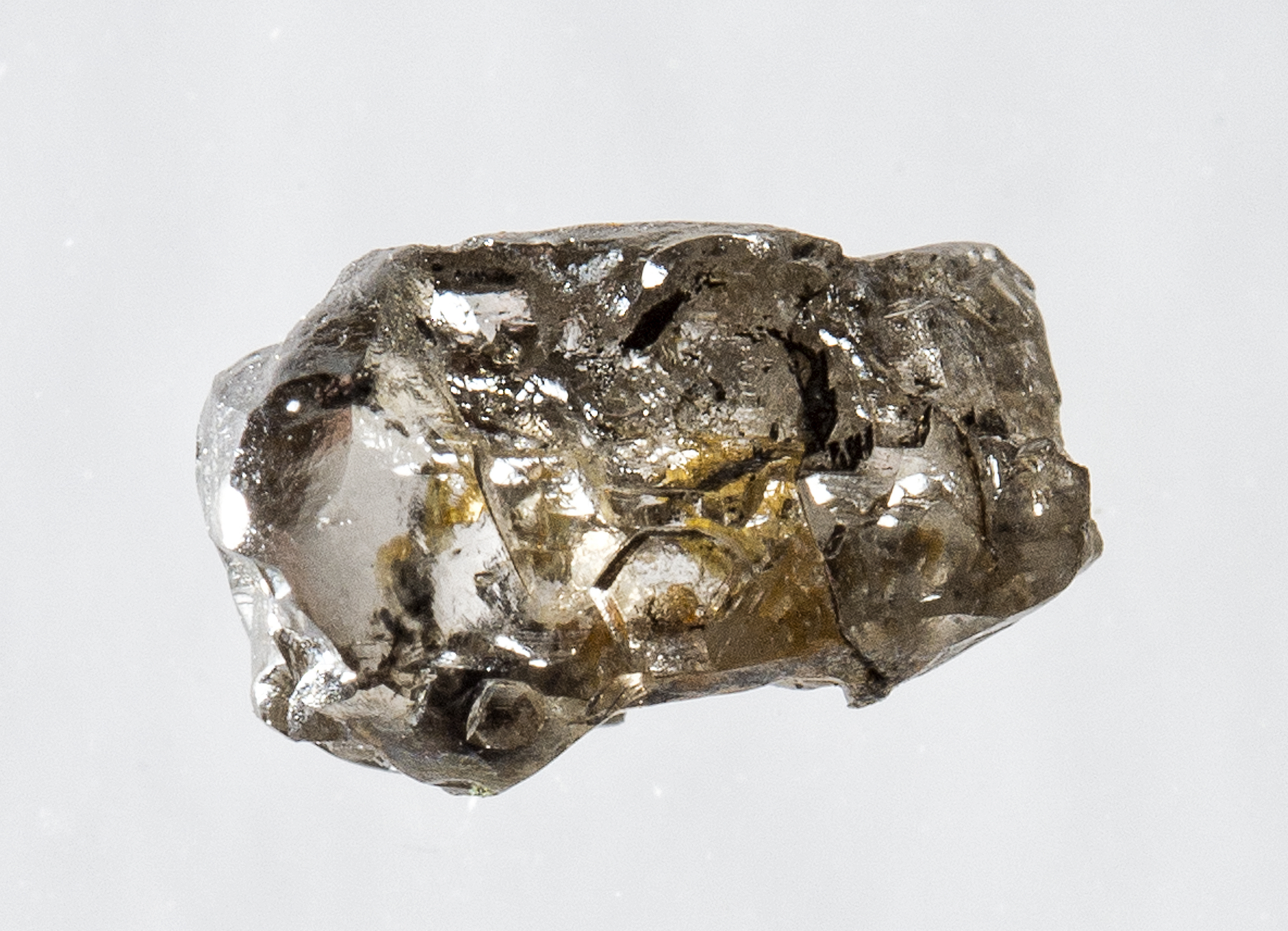
Diamante con ringwoodite racchiusa

Durante le indagini su un ritrovamento brasiliano, è stato trovato materiale di mantello con ringwoodite come inclusione all'interno di un diamante. Studi negli Stati Uniti hanno confermato l'ipotesi che potrebbero esserci grandi quantità di idrossido contenuto nella ringwoodite nel mantello terrestre. La ringwoodite è nota perché la sua struttura è in grado di trattenere acqua all'interno, non allo stato liquido ma sotto forma di ioni idrossido (atomi di ossigeno ed idrogeno legati insieme). Questa sua caratteristica, unita alle prove della sua presenza nel mantello terrestre, fa supporre che nella zona di transizione del mantello (fra i 400 e i 670 km di profondità) ci possa essere una quantità d'acqua corrispondente ad un oceano, secondo altri la quantità stimata è circa il triplo di quella di tutti gli oceani in superficie.
Altre località includono: Montargis (Francia); la provincia di Tata (Marocco); l'oblast' di Čeljabinsk (Russia); le contee di Ness, De Baca, Harding, Roosevelt, Josephine e Randall (Stati Uniti).

## Forma in cui si presenta in natura
La ringwoodite è traslucida e finora è stata trovata solo sotto forma di grani arrotondati fino a circa 100 micron di dimensione e di massicci aggregati minerali. Nella sua forma pura, la ringwoodite è incolore. Tuttavia, a causa di miscele estranee, può anche assumere un colore viola, bluastro o grigio fumo.